# Patheno Stim Erimia / The Desert Is in Your Heart
A Petheno Stin Erimia / The Desert is in Your Heart egy félig angol, félig görög nyelvű duett Sophia Arbanith görög rockénekesnő és Bonnie Tyler, brit rockénekesnő duettje. A dalban közreműködik még Michalis Rakintzis. A felvétel 1992-ben készült és Sophia Parafora című nagylemezén jelent meg. A dal minden idők egyik legsikeresebb dala lett, a görög toplista első helyén szerepelt és platina minősítést ért el. A slágerhez videóklip is készült, amelyben Bonnie Tyler nem szerepel személyesen, hanem csak az If You Were a Woman című korábbi videóklip rövid képsorait vágták be helyette.

## Toplista
| Ország      | Legjobb helyezés |
| ----------- | ---------------- |
| Görögország | 1                |